# Dubčany
Obec Dubčany (německy Dubtschan) se nachází v okrese Olomouc v Olomouckém kraji. Žije zde 284 obyvatel.

## Historie
První písemná zmínka o obci pochází z roku 1342.

## Obyvatelstvo

### Struktura
Vývoj počtu obyvatel za celou obec i za jeho jednotlivé části uvádí tabulka níže, ve které se zobrazuje i příslušnost jednotlivých částí k obci či následné odtržení.
| Místní části   | Místní části | 1869 | 1880 | 1890 | 1900 | 1910 | 1921 | 1930 | 1950 | 1961 | 1970 | 1980 | 1991 | 2001 | 2011 |
| -------------- | ------------ | ---- | ---- | ---- | ---- | ---- | ---- | ---- | ---- | ---- | ---- | ---- | ---- | ---- | ---- |
| Počet obyvatel | část Dubčany | 291  | 313  | 332  | 322  | 331  | 351  | 352  | 272  | 262  | 217  | 236  | 233  | 207  | 215  |
| Počet domů     | část Dubčany | 45   | 47   | 56   | 55   | 61   | 62   | 68   | 71   | 66   | 59   | 60   | 63   | 63   | 72   |